# Mereni, Olt
Mereni este un sat în comuna Bărăști din județul Olt, Muntenia, România.